# الفاتح على الإمام
الفاتح على الإمام وصف يُطلق على من يقف خلف الإمام في الصلوات الجهرية عند المسلمين، حيث يُذكِّره، إما تطوعًا أو بتكليف، في حال أخطأ في تلاوة القرآن الكريم، أو نسي بعض الآيات أو سقط بعضها سهوًا أثناء الصلاة، وهو فعل مشروع بإجماع المذاهب الأربعة، وكذلك حاضرٌ من أيام النبي محمد حيث قال المسور بن يزيد المالكي: “شهدت رسولَ اللهِ صلَّى اللهُ عليه وسلَّم يقرأ في الصَّلاةِ فترَك شيئًا لم يَقرأْه، فقال له رجلٌ: يا رسولَ اللهِ، تركتَ آيةَ كذا وكذا، فقال رسولُ اللهِ صلَّى اللهُ عليه وسلَّم: (( هلَّا أَذْكَرْتَنِيها ))”.

## آداب الفتح على الإمام
- أن تكون نيته من الفتح والرد عن الإمام نية خالصة لله لايقصد بها رياءًا ولاتظاهر أمام الناس.
- أن يكون الفتح بلينٍ ورحمة، وأن يكون إعانة للإمام ليس تأديبًا ولاتشفي.
- إذا كان هنالك من يتولى مهمة “الفتح على الإمام” فلا يصح للمأموم أن يفتح على الإمام.
- تكون أولوية الفتح للأقربون من الإمام، ولاينبغي لمن هم بالصفوف المتأخرة مزاحمتهم في ذلك.
- إذا كنت بعيدًا عن الإمام وعلمت أنه لن يسمع فتحك له، فالأولى أن لاتفتح عليه.
- إعطاء الإمام فرصته في تدارك الخطأ وتصحيحه، وعدم الاستعجال عليه في الفتح.
- أن يكون الفتح في لحظة سكوت الإمام لينتبه لذلك، لا في لحظة قراءته.
- لا يجوز الفتح على الإمام إلا في حين التيقن من خطئه، وصواب فتحه.[2][1]

## الفاتح على أئمةالمسجد الحراموالمسجد النبوي
يتولى هذه المهنة شخصٌ مُكلف من إدارة شؤون الأئمة والمؤذنين في الرئاسة العامة لشؤون المسجد الحرام والمسجد النبوي، ويكون متخصصًا في الرد على أئمة المسجدين حال أخطأوا بالتلاوة في الصلوات الجهرية، ويكون واقفًا خلفَ الإمام مباشرة أثناء الصلاة.